# Hudčice

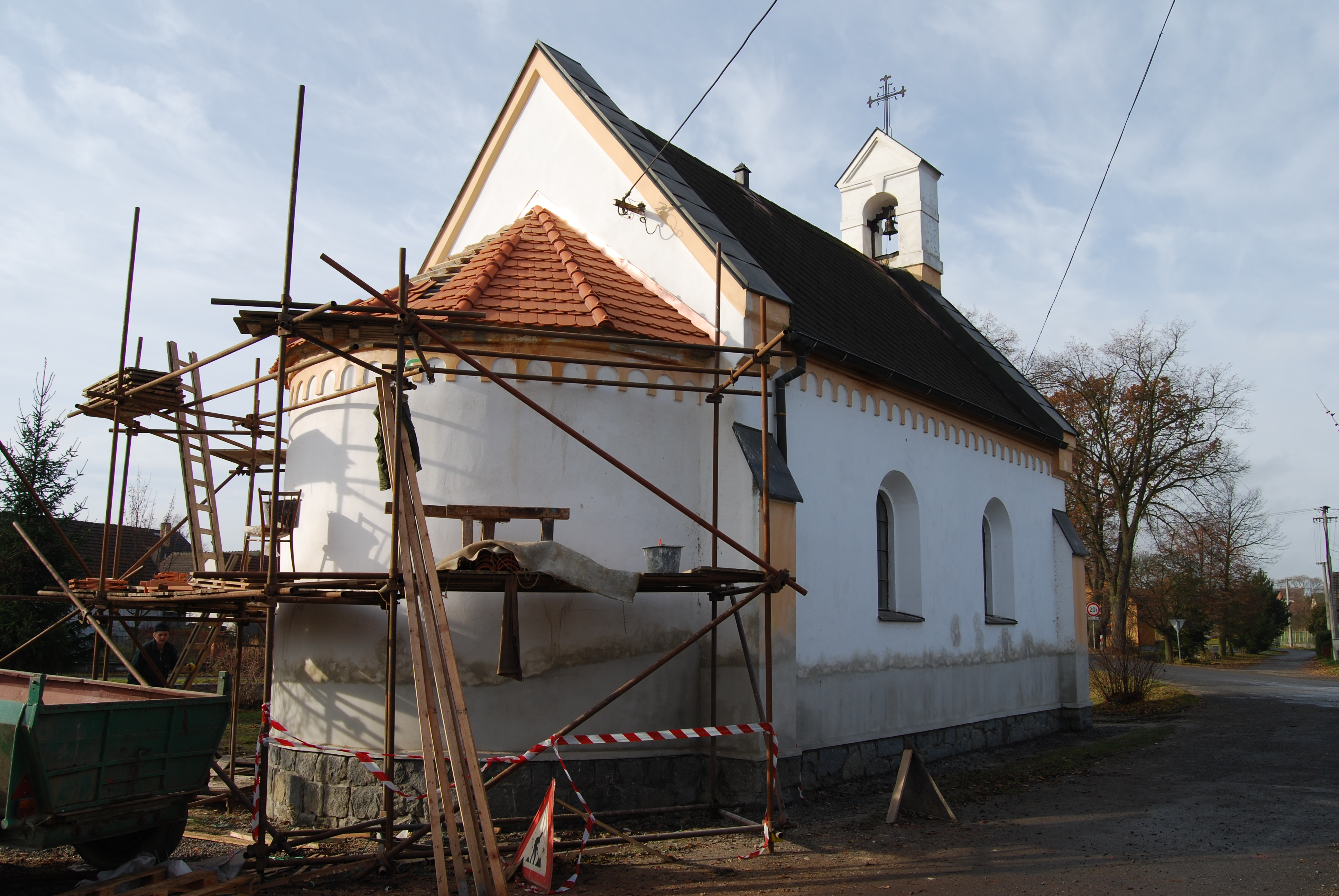
Kapelle in Hudčice

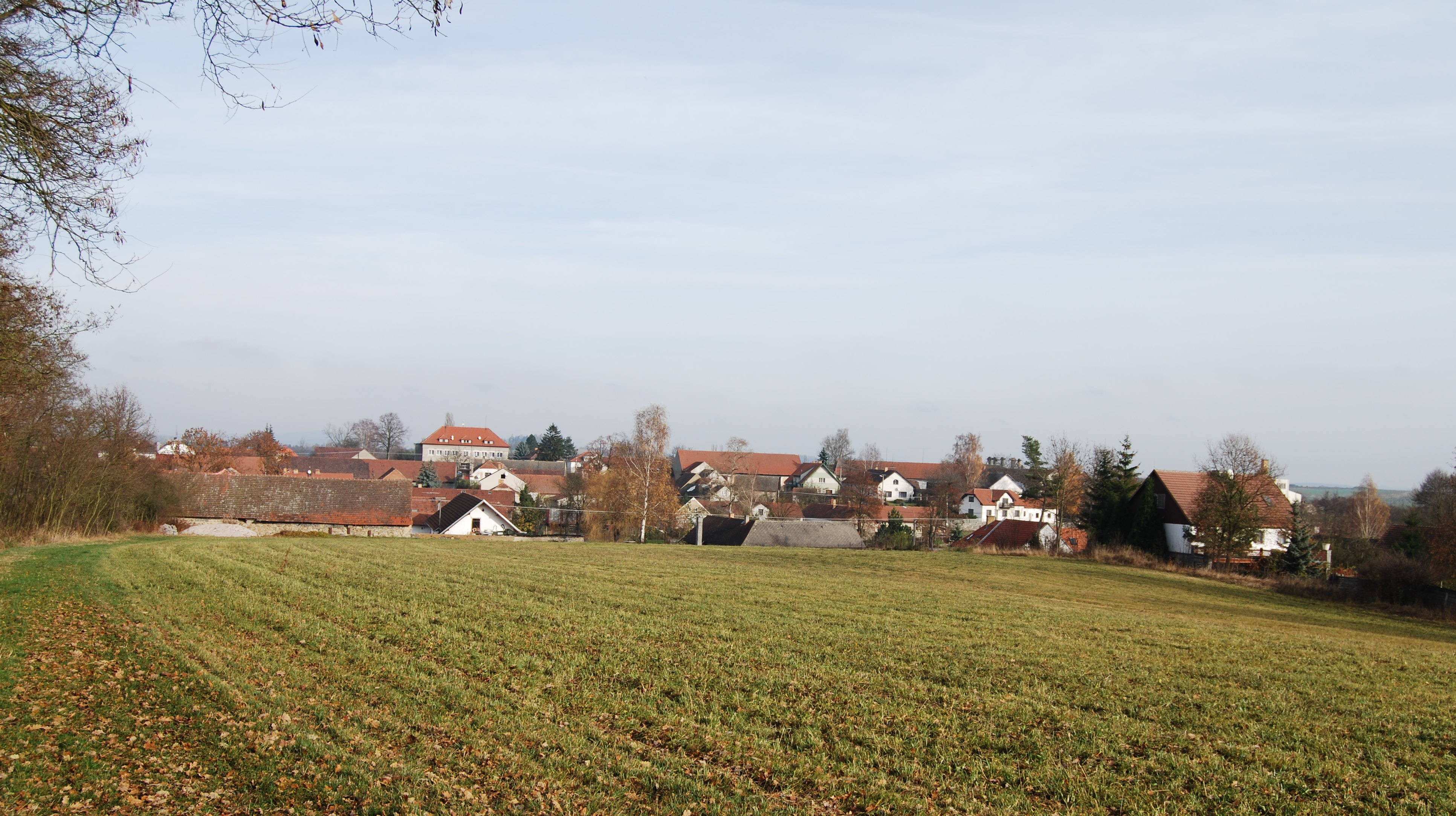
Ortsansicht

Hudčice, bis 1924 Hučice (deutsch Hutschitz, früher Hučitz) ist eine Gemeinde in Tschechien. Sie liegt vier Kilometer südwestlich von Březnice und gehört zum Okres Příbram.

## Geographie
Hudčice befindet sich in der Talmulde des Baches Mlýnský potok im Mittelböhmischen Hügelland. Nördlich des Dorfes liegen die Teiche Zlivský rybník und Bubovický rybník, gegen Osten der Simínský rybník. Südlich von Hudčice befinden sich mehrere abgesoffene Granitsteinbrüche. Durch Hudčice verläuft die Staatsstraße II/174 zwischen Lnáře und Březnice. Im Osten und Süden wird der Ort von der Bahnstrecke Březnice–Strakonice umfahren, die Bahnstation Hudčice liegt südlich außerhalb des Dorfes. Im Nordosten erhebt sich der Stráž (535 m), östlich der Hradec (531 m), im Südosten der Stráž (555 m) und der Drahenický vrch (615 m), südlich der Na Kopách (573 m), im Südwesten der der Bohdalec (567 m) und der Holý vrch (599 m), westlich die Špalková hora (620 m) sowie im Nordwesten der Altán (669 m) und die Štěrbina (753 m).
Nachbarorte sind Zliv und Bubovice im Norden, Březnice und Martinice im Nordosten, Simínský Mlýn, Počaply und Myslín im Osten, Plíškovice, Drahenice, Hradčany, Draheničky und Svučice im Südosten, Uzeničky, Hostišovice, Na Hůrce und Koupě im Süden, Bělčice, Vratečín und Záhrobí im Südwesten, Slavětín, Na Brodech, Nová Luka und Vacíkov im Westen sowie Volenice, Sušárna und Pročevily im Nordwesten.

## Geschichte
Die erste urkundliche Erwähnung des zur Herrschaft Rosental gehörigen Dorfes erfolgte 1347, als Sezima von Rosental seine Hälfte der Herrschaft dem Prager Erzbischof Ernst von Pardubitz schenkte. Hudčice gehörte damit jeweils hälftig dem Erzbistum Prag und Sezimas Bruder Zdeněk von Rosental. Nach dem Wechsel Erzbischofs Konrad von Vechta zu den Utraquisten und der nachfolgenden Sedisvakanz bemächtigte sich König Sigismund unter Ausnutzung der Schwäche des Erzbistums des erzbischöflichen Anteils der Herrschaft. Diesen verpfändete er 1436 an Johann und Wenzel Zmrzlík von Schweißing. Damit erfolgte auch eine physische Teilung von Hudčice entlang des Mlýnský potok. Der Teil links des Baches gehörte den Zmrzlík von Schweißing, die ihn später an die Herrschaft Březnice verkauften. Besitzer des südlichen Teils waren die Lev von Rosental, die ihn an die Feste Uzenice anschlossen. Um 1550 erwarb Florian Griespek von Griespach die Burg Rožmitál einschließlich Uzenice. Eine Mühle ist seit 1586 nachweislich. Nach der Schlacht am Weißen Berg wurde 1622 das Vermögen der protestantischen Familie Griespek von Griespach konfisziert; Jan Jaroslav Griespek von Griespach wurde 1623 auf seinem Gut U Hulů in Drahenice von Johann Karl Příchovský von Příchovice ermordet. Die Rožmitáler Hälfte von Hudčice erwarb Wilhelm d. Ä. Wrabsky Tluksa von Wraby, der sie seiner Herrschaft Drahenice zuschlug.
Die andere Hälfte des Dorfes war als Teil der Herrschaft Březnice ebenfalls konfisziert worden und in den Besitz des Katholiken Přibik Jenissek von Újezd übergegangen. Im Bubowitzer Kirchzehntverzeichnis von 1625 sind 13 Bauern auf der Březnicer Seite und elf Bauern auf der Drahenicer Seite aufgeführt. Während des Dreißigjährigen Krieges verödete das Dorf; 1654 wurden in der berní rula ein alteingesessener Bauer, fünf verdorbene und sieben gänzlich wüste Bauernwirtschaften sowie drei Chaluppen erfasst. Ab 1791 wurde in verschiedenen Chaluppen Schulunterricht abgehalten, 1823 wurden die Kinder in die neue Schule in Bubovice eingeschult. Im Jahre 1840 bestand Hutschitz bzw. Hudschitz / Hučice  aus 60 Häusern mit 397 Einwohnern. Das Dorf war zwischen den Herrschaften Březnitz und Drahenitz geteilt, zu denen jeweils 30 Häuser gehörten. Im Drahenitzer Anteil lebte eine Israelitenfamilie, außerdem befand sich dort ein Wirtshaus. Beide Anteile hatten eigene Ortsrichter. Pfarrort war Bubowitz (Bubovice). Bis zur Mitte des 19. Jahrhunderts blieb das Dorf anteilig nach Březnitz und Drahenitz untertänig.
Nach der Aufhebung der Patrimonialherrschaften wurde Hučice /Hutschitz 1849 zu einer Gemeinde vereinigt, die ab 1850 zur Bezirkshauptmannschaft und dem Gerichtsbezirk Březnitz gehörte. Zu dieser Zeit begann der Abbau von Granit in kleinen Steinbrüchen südlich des Ortes. Seit 1868 gehörte die Gemeinde zum Bezirk Blatná. Im Jahre 1872 beantragte die Gemeinde den Bau einer eigenen Schule, da die Bubowitzer Schule zu klein und zudem baufällig geworden war. Am 17. Januar 1876 nahm in Hučice eine Schule in angemieteten Räumlichkeiten den Unterricht auf; im November 1878 wurde das neue Schulhaus eingeweiht. Zwischen 1897 und 1899 erfolgte der Bau der Eisenbahn, am Simínský rybník wurde eine Haltestelle errichtet.
Zum Ende des 19. Jahrhunderts lebten in den 69 Häusern von Hučice etwa 500 Personen. Nachdem der Granitabbau für den Eisenbahnbau verstärkt worden war, pachteten 1902 Josef Tlustý und Václav Rejda aus Skuteč den kommunalen Steinbruch und begannen mit der Herstellung von Pflastersteinen für die Stadt Wien. Im Jahr darauf eröffnete die Firma Žid a spol. einen weiteren Steinbruch. Um 1907 wurden bei Hudčice die Steine für das Jan-Žižka-Denkmal in Žižkov gebrochen.
Im Jahre 1914 wurden in den inzwischen vier Steinbruchbetrieben etwa 100 Arbeiter beschäftigt. 1924 wurde das Dorf an das Elektrizitätsnetz angeschlossen. Im Jahre 1923 war das Schulhaus bereits in einem solch maroden Zustand, dass ein Neubau gefordert wurde. Die neue Schule wurde 1932 errichtet. 1937 war die Zahl der Arbeiter in den Steinbrüchen auf 400 angewachsen. Die Pflastersteine wurden nach Wien, Prag, Lemberg sowie an die meisten böhmischen Städte geliefert. Bei den Steinbrüchen der Firma Víšek a spol. wurde am 1. Juli 1936 an der Westseite des Stráž die zweite Bahnstation Hudčice – Lomy eröffnet. Nach dem Zweiten Weltkrieg kamen aus Hudčice die Granitverkleidungen für die Gebäude der Juristischen Fakultät in Prag, der Unfallversicherung in Bubny sowie der Postdirektionen Pardubice und Brünn. Im Zuge der Aufhebung des Okres Blatná wurde Hudčice 1960 dem Okres Příbram zugeordnet. 1964 wurde Slavětín von Koupě nach Hudčice umgemeindet. Am 1. Januar 1980 erfolgte die Eingemeindung nach Volenice. Hudčice und Slavětín lösten sich zum 1. Juli 1990 wieder von Volenice los und bildeten die Gemeinde Hudčice. Die ehemalige Schule wurde zum Sitz der Gemeindeverwaltung.

## Gemeindegliederung
Die Gemeinde Hudčice besteht aus den Ortsteilen Hudčice (Hutschitz) und Slavětín (Slawietin) sowie der Einschicht Na Brodech (Brody).

## Sehenswürdigkeiten
- Kapelle der Jungfrau Maria am Dorfplatz, errichtet 1909–1910
- Gedenkstein für die Gefallenen des Ersten Weltkrieges, enthüllt 1920

## Persönlichkeiten
- Emanuel Trčka (1873–1933), der spätere tschechoslowakische Politiker und Senator arbeitete ab 1912 als Steinmetzmeister im Steinbruch Na Ptáčkovic.